# Hipolit Cegielski

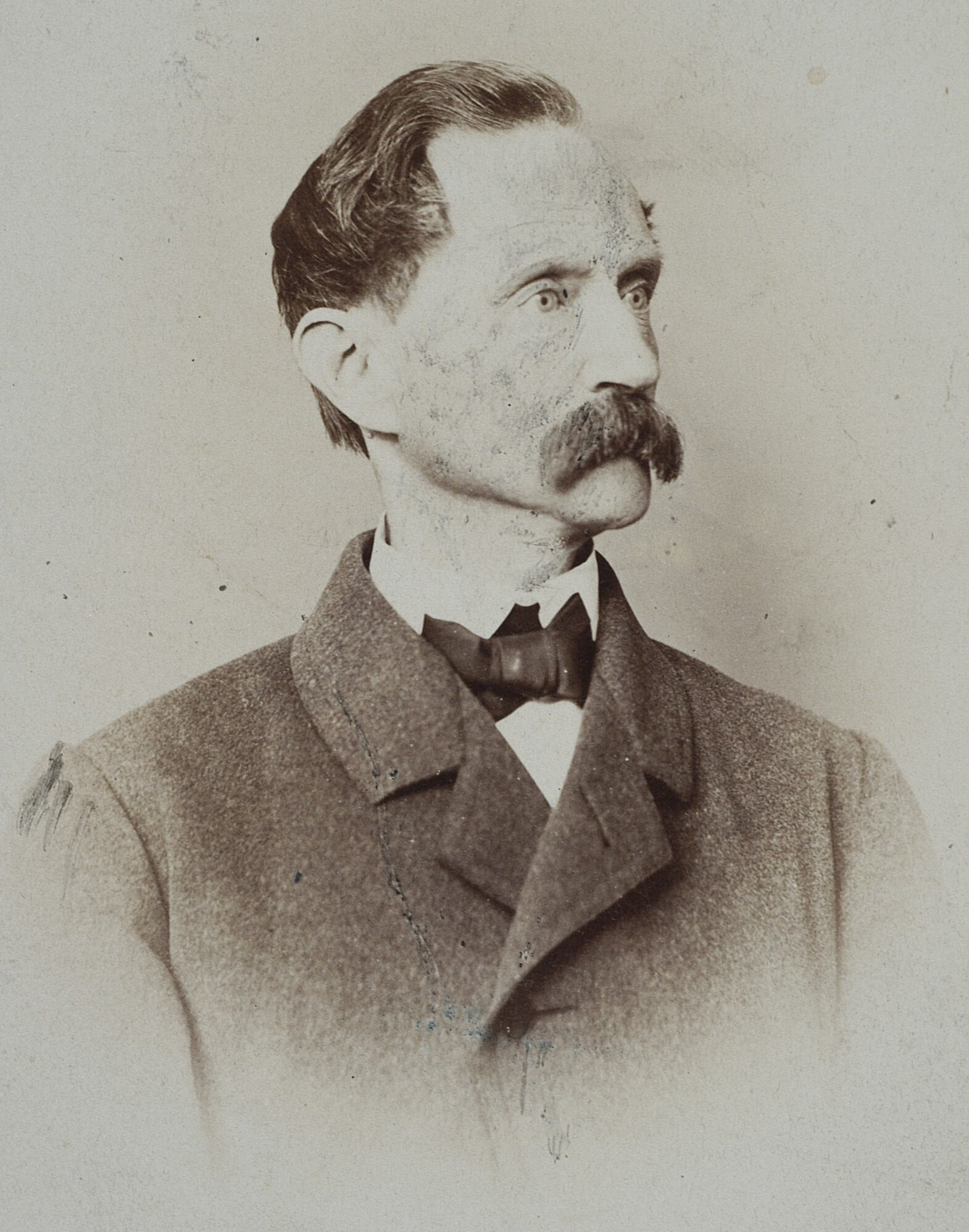
Hipolit Cegielski

 Gaspar Józef Hipolit Cegielski (* 6. Januar 1813 in Ławki bei Gnesen, Königreich Preußen; † 30. November 1868 in Posen) war ein polnischer Philologe, Unternehmer, Journalist und Politiker.

## Leben und Werk
Hipolit Cegielski wurde als Sohn von Michał Cegielski und seiner Frau Józefa geb. Palkowski geboren. Der frühe Tod seiner Mutter und der wirtschaftliche Bankrott des Vaters zwangen ihn schnell, sein Leben in Eigenverantwortung zu gestalten. Er besuchte Gymnasien in Tremessen und Posen und studierte anschließend in Berlin, wo er auch 1840 promovierte. Nach dem Studium kehrte er nach Posen zurück und wurde Lehrer am katholischen Mariengymnasium. Neben seiner Tätigkeit als Lehrer publizierte er linguistische und didaktische wissenschaftliche Abhandlungen, darunter „O słowie polskim i koniugacjach jego“ (Über polnischen Wortschatz und Konjugation), „Gramatyka języka greckiego“ (ein Lehrbuch für griechische Grammatik) und „Nauka poezji“ (Poesielehre).
Während der Unruhen im Jahr 1846 weigerte er sich, Kontrollen der Privaträume seiner Schüler durchzuführen, was seine Entlassung aus dem Gymnasium nach sich zog. Notgedrungen gründete er mit Hilfe seiner Freunde ein Geschäft für landwirtschaftliche Geräte in Verbindung mit einer Metallwerkstatt. Dank seiner Tüchtigkeit und seines Geschäftsinns wuchs und entwickelte sich sein Unternehmen H. Cegielski – Poznań hervorragend, das später sein Sohn Stephan Cegielski weiterentwickelte und -leitete. Neben seiner unternehmerischen Tätigkeit publizierte er weiterhin Bücher, gründete 1848 die Tageszeitung „Gazeta Polska“ und 1859 „Dziennik Poznański“, schrieb Artikel für die Zeitschrift „Goniec Polski“ und widmete sich politischen und sozialen Aufgaben. Er war 1849 Abgeordneter des Preußischen Abgeordnetenhauses und später Mitglied des Posener Stadtrats. Ferner war er Mitbegründer und aktiver Förderer einiger wissenschaftlicher und wirtschaftlicher Gesellschaften (u. a. Towarzystwo Pomocy Naukowej, Towarzystwo Przemysłowe, Centralne Towarzystwo Gospodarcze, Posener Gesellschaft der Freunde der Wissenschaften).

## Publikationen (Auswahl)
- „O słowie polskim i koniugacjach jego“, 1842
- „Gramatyka języka greckiego“, 1843
- „Nauka poezji“, 1845
- „O języku polskim...“, 1852
- „Narzędzia i machiny rolnicze“, 1858 (Sachbuch)

## DieTowarzystwo im. Hipolita Cegielskiego(THC)
2000 gründeten Bürger aus der Woiwodschaft Großpolen die Gesellschaft Hipolit Cegielski mit dem Ziel, Wirtschafts- und Zivilisationsfortschritt der Region zu erreichen, die Mitgliedschaft Polens in der EU umzusetzen und die Zivilgesellschaft der Städte und des ländlichen Raums zu stärken. Die Gesellschaft verleiht unterschiedliche Ehrenpreise, darunter „Der Goldene Hipolit“, „Hervorragende Persönlichkeit der Organischen Arbeit“ und „Der Spitzenreiter der Organischen Arbeit“ sowie für ausländische Preisträger „Der Goldene Ehrenhipolit“ und „Der Ehrenhipolit“. Preisträger waren unter anderen Roland Koch (Gold, 2008) und Herbert Schmalstieg (2006).